# Sarn
Sarn (Italiaans (verouderd): Sarno) is een plaats en voormalige gemeente in het Zwitserse kanton Graubünden, en maakt deel uit van het district Hinterrhein. Sarn telt 141 inwoners.

## Geboren
- Nina Camenisch (1826-1912), Zwitserse schrijfster en dichteres

## Overleden
- Nina Camenisch (1826-1912), Zwitserse schrijfster en dichteres